# Ażio
Ażio (także we włoskiej pisowni aggio lub francuskiej agio, archaiczne ażjo lub ażyo) – pojęcie z dziedziny ekonomii, oznaczające wyższy kurs posiadanych dewiz lub papierów wartościowych niż ich wartość nominalna.
W znaczeniu pierwotnym (używana była także nazwa "mienne" albo "przydawanie") różnica wartości towarów jednego ponad drugi, potem różnica wartości monety bankowej ponad obiegową (lub na odwrót), nadpłata, przewyżka ceny targowej, pieniędzy lub papierów publicznych ponad ich nominalną wartość. Stosunek przeciwny, czyli spadek ceny poniżej wartości nominalnej nazywany jest disażio, natomiast równość ceny z wartością nominalną nazywana bywa pari.
Spekulacje giełdowe, wykorzystujące różnice kursów papierów wartościowych, a także działania zmierzające do sztucznych zmian (tak zwyżek, jak i obniżek) tych kursów nazywane są ażiotażem lub ażiotarstwem.